# مارتویلی
مارتویلی (به گرجی: მარტვილი) شهری در استان سامگرلو-زمو سوانتی گرجستان است. جمعیت این شهر طبق سرشماری سال ۲۰۰۹ میلادی ۵٬۶۰۰ نفر بوده‌است.

## نگارخانه

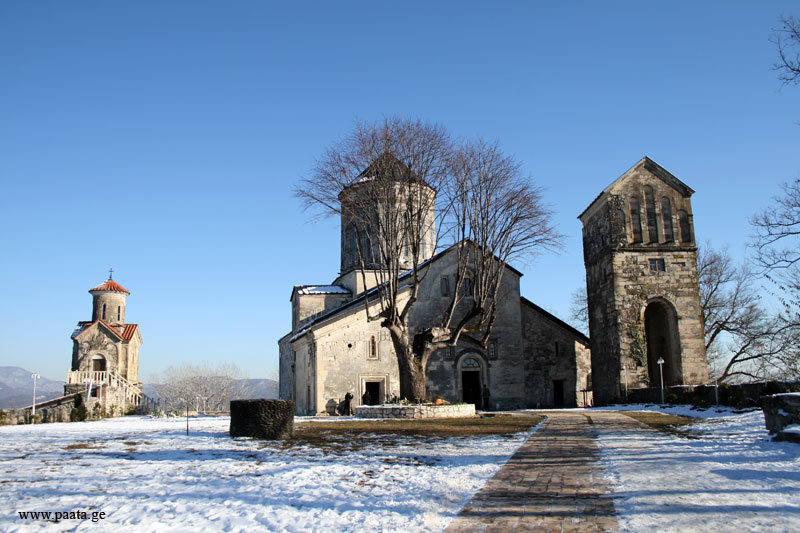
صومعه مارتویلی